# Scolopsis trilineata
Scolopsis trilineata là một loài cá biển thuộc chi Scolopsis trong họ Cá lượng. Loài cá này được mô tả lần đầu tiên vào năm 1868.

## Từ nguyên
Từ định danh trilineata được ghép bởi hai âm tiết trong tiếng Latinh: tri ("ba") và lineata ("có sọc"), hàm ý đề cập đến 3 sọc trắng từ đầu ngược ra vây lưng ở cá trưởng thành của loài này.

## Phân bố
Từ đảo Đài Loan, S. trilineata có phân bố trải dài về phía nam đến bờ bắc Úc, giới hạn phía tây đén các đảo phía đông Indonesia, về phía đông đến quần đảo Samoa và Tonga. S. trilineata cũng được ghi nhận ở vùng biển Việt Nam.
S. trilineata sống trên nền cát trong đầm phá và gần các ám tiêu, độ sâu đến khoảng 20 m. Chúng cũng được tìm thấy ở rừng ngập mặn, nơi mà cá con sinh sống tập trung ở vùng rìa.

## Mô tả
Chiều dài cơ thể lớn nhất được ghi nhận ở S. trilineata là 25 cm. Cơ thể màu trắng bạc, thân trên hơi sẫm nâu. Vảy ha bên thân có tâm màu trắng xanh. Có 3 sọc trắng từ mõm ngược lên vây lưng.
Số gai vây lưng: 10; Số tia vây lưng: 9; Số gai vây hậu môn: 3; Số tia vây hậu môn: 7; Số gai vây bụng: 1; Số tia vây bụng: 5.

## Sử dụng
S. trilineata xuất hiện với số lượng nhỏ trong các chợ cá, chủ yếu được đánh bắt thủ công.